# がらくたライブ
『がらくたライブ』は、桑田佳祐のライブ・ビデオ。2018年4月4日にDVDとBlu-rayで発売。発売元はタイシタレーベル / JVCケンウッド・ビクターエンタテインメント / SPEEDSTAR RECORDS。

## 背景
2017年に桑田がソロデビュー30周年となり、オリジナル・アルバム『がらくた』を発売。本作は同アルバムを引っさげ2012年の『I LOVE YOU -now & forever-』以来5年ぶりの10か所18公演で40万人を動員した全国アリーナ&ドームツアー『桑田佳祐 LIVE TOUR 2017「がらくた」』の東京ドーム公演を中心とし、京セラドーム大阪公演の模様も組み込まれた映像を収録した作品となっている。

## リリース

### 情報解禁
桑田が62歳の誕生日を迎えた2018年2月26日に本作の情報が解禁された。しかし、サザンオールスターズのファンクラブの会報誌 “代官山通信” では、本作の発売（タイトル未定で2018年春に映像作品化決定）が桑田の誕生日の日より先に発表されていた。

### 発売形態
本作はBlu-rayとDVDの両方に完全生産限定盤と通常盤があり、完全生産限定盤には“ソロ30年目の衝動”メモリアルパッケージとなっており、桑田が出演した映画『茅ヶ崎物語 〜MY LITTLE HOMETOWN〜』も収録され、ソロ活動30年の活動を網羅した「KUWATA KEISUKE 2017 BOOK」も同梱され、ライブ×映画×本をセットにした複合作品となっている。付属の『茅ヶ崎物語』のパッケージは桑田が地元の茅ヶ崎市にある烏帽子岩で披露したシーンかジャケットとなっている。
また、両盤共通でボーナストラックとして日替わりで披露された「ダーリン」「明日へのマーチ」とNHK連続テレビ小説『ひよっこ』の後を描いた『ひよっこ 紅白特別編』（第68回NHK紅白歌合戦で放送）の映像と2017年12月31日の横浜アリーナ公演と中継を繋ぎ披露した「若い広場」を収録している。
本作をCDショップなどで購入すると先着で本作仕様のクリアファイルが付属する。

## アートワーク
本作のジャケットは、パンダに高島田風のかつらをかぶり、手にはこけしを持っており、白塗りメイクをしている“ヨシ子さん”を想起させる強烈なジャケット写真となっている。

## 批評
桑田は今回のライブに関して、撮り方のパターン化してファンや視聴者を飽きさせないためにすることや桑田自身がライブ撮影をすることに興味を持てなくなったりしたことで、スタッフと話し合って従来やってきたカメラワークやスイッチングを変えたりしている。そのため本作に関して、近年の作品に比べて充実しており、仕上がりとしては桑田は自分が観たくなる作品と述べている。

## ライブ

### スケジュール
- 2017年10月17日・10月18日 朱鷺メッセ・新潟コンベンションセンター
- 2017年10月28日・10月29日 広島グリーンアリーナ
- 2017年11月11日・11月12日 東京ドーム
- 2017年11月18日・11月19日 ナゴヤドーム
- 2017年11月25日 福岡 ヤフオク!ドーム
- 2017年11月30日・12月1日 宮城セキスイハイムスーパーアリーナ
- 2017年12月9日・12月10日 アスティとくしま
- 2017年12月16日・12月17日京セラドーム大阪
- 2017年12月23日 札幌ドーム
- 2017年12月30日・12月31日 横浜アリーナ

### エピソード
後述する「稲川ジェーン・フジオカ」の元ネタである稲川淳二はこのライブの東京ドーム公演に招待され、鑑賞した旨を自身のツイッターで述べている。
かねてから桑田と交流がある3代目 桂春蝶がこのライブの横浜アリーナ公演（12月30日）を鑑賞していたことを自身のツイッターで報告しており、終演後桑田に感想をメールで送った所、長文で返事が返って来たという。
嘉門タツオ、桂三度、上西小百合、小池晃などの著名人がこのライブを鑑賞していた。

## チャート成績
2018年4月16日付のオリコン週間ミュージックDVD・Blu-rayランキングで、DVDが初週1.3万枚・Blu-rayが初週1.9万枚を売り上げ、また音楽DVDとBlu-rayの売上を合算の同日付オリコン週間ミュージックDVD・Blu-ray Discランキングで初週3.2万枚を記録し1位に初登場した。週間総合DVD・Blu-rayランキングは共に2位を獲得した。
また、前作の『MVP』（2018年1月発売）に次いで年内2度目の週間ミュージックDVD・Blu-ray Discランキング1位獲得はソロアーティスト史上初となった。

## 収録曲
- ☆はアルバム『がらくた』収録曲。

1. しゃアない節
2. 男達の挽歌
3. MY LITTLE HOMETOWN
4. 愛のプレリュード☆
5. 愛のささくれ～Nobody loves me☆
6. 大河の一滴☆
7. 簪 / かんざし☆
8. 百万本の赤い薔薇☆
9. あなたの夢を見ています☆
10. サイテーのワル☆
11. 古の風吹く杜
12. 悲しみよこんにちは
13. Dear Boys
14. 東京
15. Yin Yang☆
曲開始前には「恋人も濡れる街角」（中村雅俊）のメロディに乗せて「嘆きのボイン」（月亭可朝）の歌詞を歌い、往年の昭和の深夜のお色気番組『11PM』（とその司会の大橋巨泉）のパロディを行った[20]。
16. 君への手紙☆
ここから観客の腕につけているライトが点灯する。
曲開始前には桑田が架空の怪談師「稲川ジェーン・フジオカ」[注釈 1]に扮して京都の「三十三間堂」の怪談話を行うVTRが上映された。
17. 若い広場☆
18. ほととぎす ［杜鵑草］☆
19. 過ぎ去りし日々 (ゴーイング・ダウン)☆
桑田が眼鏡とハット帽を着用した謎の男（東京ドーム公演）や内田裕也（京セラドーム公演）などのコスプレをしており、本作ではそれを交互に収録している。
20. オアシスと果樹園☆
21. 悲しい気持ち (JUST A MAN IN LOVE)
22. 波乗りジョニー
23. ヨシ子さん☆
24. スキップ・ビート (SKIPPED BEAT)
KUWATA BANDの楽曲である。
25. 銀河の星屑
26. 白い恋人達
27. 祭りのあと
28. 明日晴れるかな
エンドロールでは『がらくた』の収録曲では唯一ツアー中に演奏されなかった「春まだ遠く」が流れている[22]。

ボーナストラック
1. ダーリン
2. 明日へのマーチ
3. ひよっこ 紅白特別編
4. 若い広場 (Live at YOKOHAMA ARENA -2017.12.31-)

## 参加ミュージシャン
- 桑田佳祐（Vocal, Guitar）
- 斎藤誠（Guitar）
- 中シゲヲ（Guitar）
- 片山敦夫（Keyboards）
- 角田俊介（Bass）
- 河村"カースケ"智康（Drums）

名古屋・福岡公演においては河村がコブクロのライブツアーに参加したため村石雅行が代行。
- はたけやま裕（Percussion）
- TIGER（Chorus）
- 佐藤嘉風（Chorus）
- 山本拓夫（Sax）
- 西村浩二（Trumpet）
- 金原千恵子（Violin）

## 映像関連
- 桑田佳祐 – ライブ映像作品『がらくたライブ』トレーラー - YouTube